# Reseda nainii
Reseda nainii är en resedaväxtart som beskrevs av René Charles Maire. Reseda nainii ingår i släktet resedor, och familjen resedaväxter. Inga underarter finns listade i Catalogue of Life.